# Сатторов, Бахтиёр Олимжонович
Бахтиёр Олимжонович Саттаров (узб. Baxtiyor Olimjonovich Sattorov; 27 марта 1986; Джиззах, Узбекская ССР, СССР) — узбекистанский футболист, выступавший в основном на позиции полузащитника, ныне тренер. С декабря 2016 года — главный тренер клуба «Шердор».
Провёл 13 матчей в высшей лиге Узбекистана за самаркандское «Динамо» в 2006—2007 годах.

## Образование
Образование Высшее. В 2005 году окончил колледж республиканского олимпийского резерва в городе Ташкенте, отдел — тренер-преподаватель (футбол). В 2010 году окончил Самаркандский государственный университет, юридический факультет.

## Карьера тренера
Чемпион Самаркандской области в ФК «Регистан» — 2010 год. В 2011 году работал в должности тренера и в качестве юриста. В 2011—2012 годах по совместительству работал тренером в ДЮСШФ.
В 2012 году открыл ООО ФК «Шердор». Чемпион Самаркандской области среди команд 2-й лиги и в том же году вывел футбольный команду «Шердор» в Первую лигу. 2013 год с января начал работу генеральный директором в ПФК Динамо Самарканд. С 1 июня 2013 году начал работу в ПФК «Машъал» в качестве старшего тренера ДЮФШ. С 2014 года стал работать в «Машъале-2» Первой лиги старшим тренером, по совместительству — старший тренер ДЮФШ «Машъал», а также юристом Клуба. С 01 августа 2015 года старший тренером ПФК «Машъал». Со 2 октября 2016 года начал работу в футбольном клубе «Шердор» в качестве директора и главного тренера. С 15 мая 2017 года директор в футбольный школа «Динамо» при ПФК «Динамо-плюс». 2018 год начал работу главный тренером ФК Шердор в Первый лиги. 2021 года начал работу в ПФК Машъал в качестве тренер по физической подготовке (FIT coach) н/в…
Женат, имеет четверы детей.

## Достижения

### В качестве тренера
Регистан
- Чемпион Самарканда (1): 2010

Шердор
- Чемпион Самарканда (2): 2012, 2016
- Обладатель Кубка Самарканда (2) 2012, 2016
- Чемпион «Умид нихоллари» 2012 год.
- 1-место в Пульки среди 2-лиги. 2012 год.
- 2-место в Пульки среди 2-лиги. 2013 год.
- 3-место среди Дублёров ПФК Машъал 2015 год.
- 1-место среди 2-лиги ФК Шердор. 2017 год.
- 2-место среди Первый лиги ФК Шердор, путёвка в ПРО лигу. 2018 год.